# Bythaelurus canescens
Bythaelurus canescens — акула з роду Bythaelurus родини Котячі акули. Інші назви «сутінкова котяча акула», «темна плямиста котяча акула».

## Опис
Загальна довжина досягає 12,4 см. Голова відносно вузька, округла. Морда коротка. Очі великі, мигдалеподібні, з мигальною перетинкою. За ними розташовані маленькі бризкальця. Ніздрі середнього розміру. Присутні носові клапани. Рот широкий. Зуби дрібні, з багатьма верхівками. У неї 5 пар зябрових щілин, з яких 2 останні знаходяться над грудними плавцями. Тулуб стрункий. Грудні плавці великі, з округлими верхівками. Має 2 маленьких спинних плавця однакового розміру, овальні. Вони розташовані у хвостовій частині. Черевні та анальний плавець зазвичай дорівнюють задньому спинному плавцю, проте вони нижче й мають більш широку основу. Хвостовий плавець помірно довгий, гетероцеркальний.
Забарвлення буро-коричневе. Черево зазвичай світліше. Спинні плавці мають більш світлі задні краї. Кінчики черевних і хвостового плавця темніше за загальний фон.

## Спосіб життя
Тримається на глибинах від 200 до 700 м, континентальному шельфі. Полює на здобич біля дна, є бентофагом. Живиться глибоководними ракоподібними, невеличкою донною рибою.
Статева зрілість настає при розмірах 52-59 см. Це яйцекладна акула. Самиця відкладає 2 яйця у твердій оболонці.
М'ясо акули не є їстівною.

## Розповсюдження
Мешкає в окремих ареалах біля узбережжя Перу та Чилі.